# Carmen Dell'Orefice
Carmen Dell'Orefice (Nueva York, 3 de junio de 1931) es una modelo y actriz estadounidense. Según el libro Guinness, es la modelo más longeva del mundo, que continúa trabajando, ya que a los 94 años sigue desfilando en las principales pasarelas del mundo

## Biografía
Carmen es hija de un violinista italiano y una bailarina húngara emigrados a Nueva York.

## Trayectoria
Carmen, además de modelo de pasarela, ha sido portada de las revistas de moda más famosas del mundo como Vogue, W Magazine y Harper's Bazaar. A los 15 años apareció por vez primera en la portada de Vogue, pues dos años antes había sido descubierta en un autobús por una cazadora de talentos

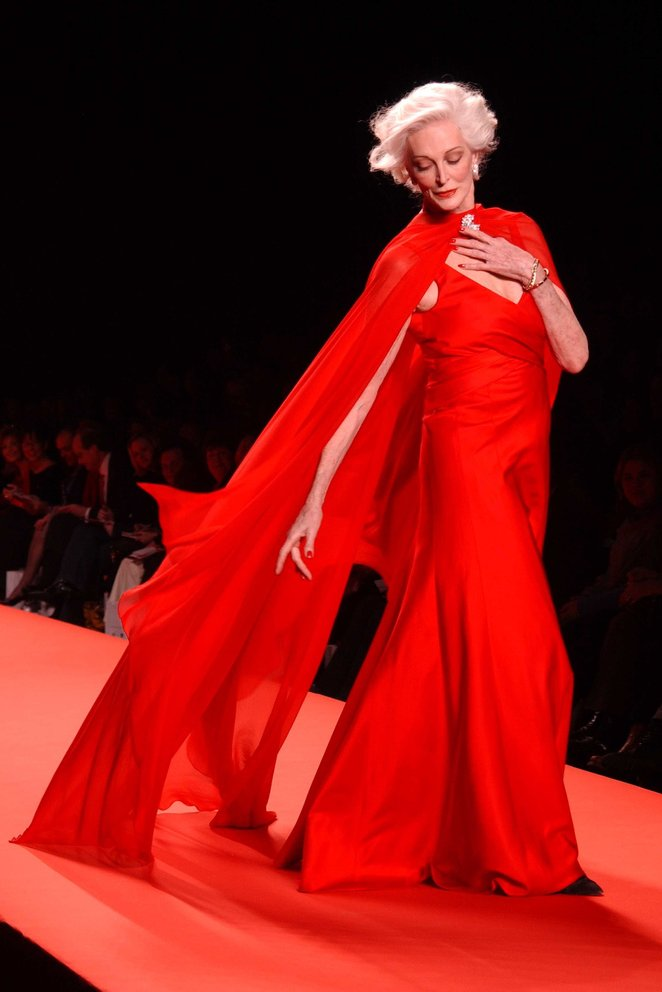
Dell'Orefice en el show Red Dress Collection de 2005 por The Heart Truth.

Fue la cara del perfume Chanel Nº 5.Ha desfilado para Marimekko, Coco Chanel y las principales casas de moda. Fue imagen de
Rolex, Elizabeth Arden y Revlon. Con ella la tienda departamental mexicana El Palacio de Hierro inició sus campañas diferenciadas como modelos de distintas edades.
Carmen ha sido musa inspiradora de artistas, incluso posó para el artista español Salvador Dalí.
Tiene su propia muñeca, es decir que crearon una muñeca con su imagen.
En 2008 fue una de las víctimas del fraude del financiero Bernie Madoff. Entrevistada al respecto, contestó tranquilamente: "Es la segunda vez que me quedó sin los ahorros de toda mi vida", haciendo referencia a sus pérdidas bursátiles a principios de la década de los noventa, y siguió adelante.
El 19 de julio de 2011 recibió el doctorado honoris causa de la Universidad de Artes de Londres, como reconocimiento a sus contribuciones a la industria de la moda.
En 2015, Dell'Orefice colaboró con David Gandy e Isabeli Fontana en la promoción de la reapertura del Palacio de Hierro de Polanco en la Ciudad de México. Éste tuvo una remodelación fastuosa, y ha ganado popularidad en el continente gracias a la participación de estos modelos en la campaña, así como las marcas de lujo encontradas ahí. Destacan Louis Vuitton, Hermès, Montblanc entre otras.

## Cine
Trabajó en las películas Celebrity, The Sunchaser de Michael Cimino (1996) y La maldición del escorpión de jade de Woody Allen. Recibió el premio de mejor actriz de reparto en el Festival Internacional
de Video y Cine de Nueva York.

## Obras
- Carmen Dell'Orefice y Alfred Allan Lewis (1985). Staying beautiful: beauty secrets and attitudes from my forty years as a model.. New York, Harper & Row. ISBN 9780060153861. Consultado el 6 de febrero de 2015.